# Холокост на Украине
Холоко́ст на Украи́не (укр. Голокост в Україні) — систематическое преследование и истребление еврейского населения Украины немецкими нацистами, их союзниками и коллаборационистами в 1941—1944 годах в рамках политики «окончательного решения еврейского вопроса».
Значительная часть территории Украины находилась под румынской оккупацией, часть контролировали венгерские войска. Это повлияло на ход и особенности уничтожения евреев. Важным фактором, повлиявшим на уничтожение большого количества евреев, было участие части местного населения, в том числе организаций украинских националистов.
На территории Украины было уничтожено наибольшее количество евреев из граждан Советского Союза — примерно половина всех жертв Холокоста, являвшихся на момент начала Великой Отечественной войны гражданами СССР.

## Евреи на Украине до начала германской оккупации
До начала Второй мировой войны на территории Украинской ССР, в которую на тот момент входила территория Молдовы, но не входили Крым и Западная Украина проживало более 1,5 млн евреев, из которых 85,5 % жили в городах и 14,5 % — в сельской местности. Крупнейшие общины насчитывались в Киеве (224 тыс.), Одессе (201 тыс.) и Харькове (130 тыс.).
После начала Второй мировой войны и присоединения к СССР части территории Польши численность еврейского населения Украинской ССР возросла до 2,35 млн человек, что составляло 6 % населения республики. В июне 1940 года в состав Украины вошли аннексированные у Румынии Северная Буковина, а также Хотинский, Аккерманский и Измаильский уезды Бессарабии. Несмотря на категорический отказ советских властей от приема еврейских беженцев из Германии и Польши, 300 тысяч таких беженцев всё же проникли из Польши на советскую территорию.
На присоединённых к Советскому Союзу территориях была запрещена деятельность еврейских общественных и религиозных организаций. При этом было увеличено количество школ с преподаванием на идише и открыты еврейские театры во Львове и Черновцах. Составляя 10 % населения Западной Украины, на выборах 24 марта 1940 года евреи не получили ни одного из 55 депутатских мест от своего региона в Верховном Совете СССР. При этом по результатам карательных операций советских спецслужб евреи составили 30 % депортированных с территории Западной Украины.
К июню 1941 года на территории нынешней Украины проживало самое большое количество евреев на то время в Европе и второе в мире (после США) — примерно 2,7-2,8 млн.

## Нападение Германии на СССР и оккупация территории Украины

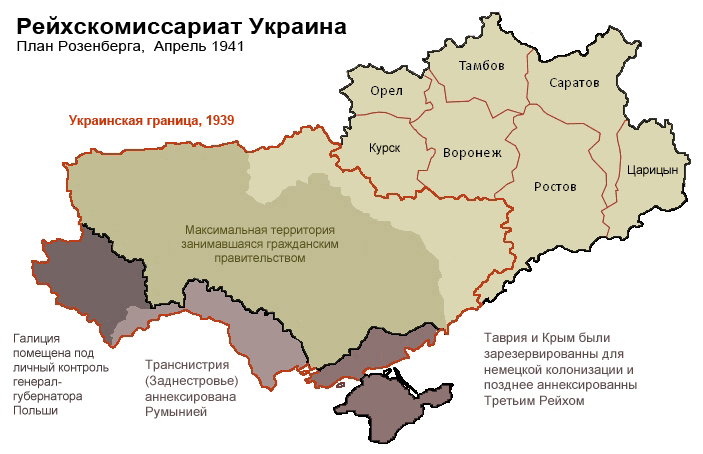
Рейхскомиссариат Украина

22 июня 1941 года Германия напала на СССР и за пару месяцев захватила бо́льшую часть территории Украины. К лету 1942 года была оккупирована вся Украина. Многие евреи Западной Украины не успели эвакуироваться.
Территория Украинской ССР была разделена на зоны оккупации. В состав оккупационного Рейхскомиссариата Украина входили: Ровенская, Волынская, Каменец-Подольская, Житомирская, Киевская, Полтавская области, северные районы Винницкой области, Николаевская (без западных районов), Кировоградская области, левобережные районы современных Херсонской и Запорожской областей, Днепропетровская и часть Запорожской областей. В дистрикт «Галиция», который был присоединён к Генерал-губернаторству, вошли: Львовская, Станиславская, Дрогобычская области и большая часть территории Тернопольской области. Была также образована административная единица Транснистрия, переданная под румынское управление. В её состав вошли Молдавия и некоторые области Украины: Одесская, западные районы Запорожской, а также части Винницкой и Николаевской области. Вся территория восточнее Днепра в 1941—1942 годах находилась под юрисдикцией немецкой военной администрации.

## Политика оккупационных властей в отношении евреев

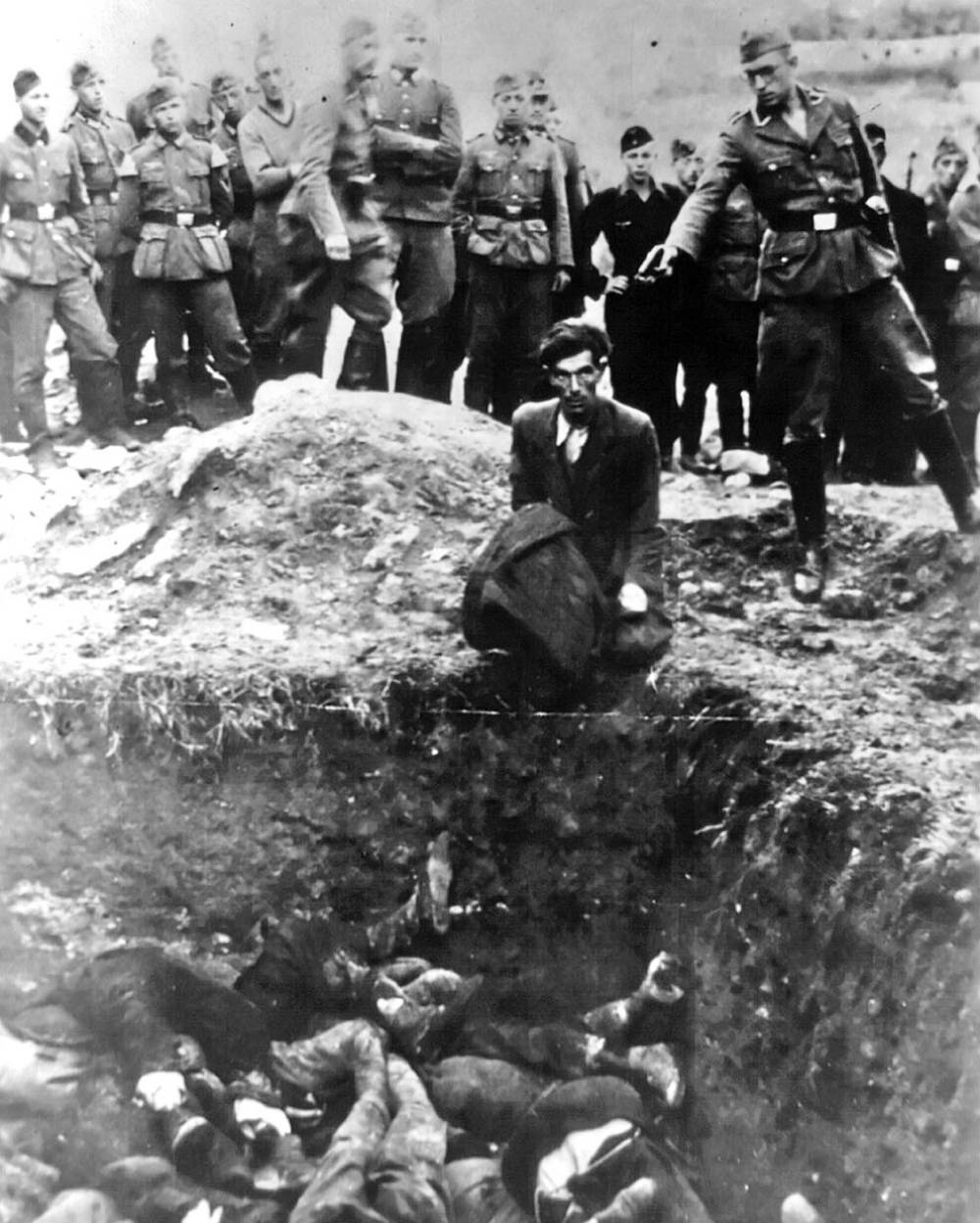
«Последний еврей Винницы»

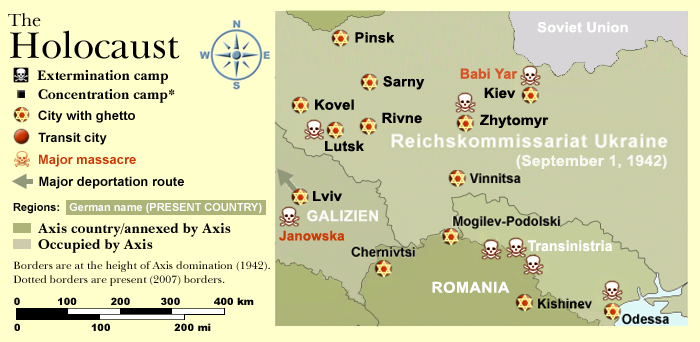
Карта Холокоста на Украине

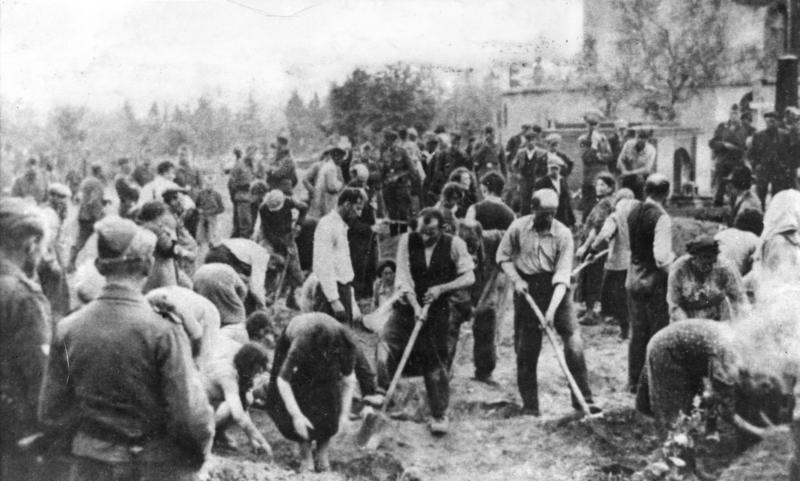
Евреи копают могилы. Зборов, Тернопольская область, 4 июля 1941 года

Первыми шагами немцев было выявление и отделение евреев от местного населения. Евреев обязывали носить нашитую на одежду «звезду Давида» жёлтого цвета. На них налагались большие налоги и штрафы. В населённых пунктах с большим процентом еврейского населения для его изолированного проживания создавались гетто, которые, наряду со специальными трудовыми лагерями (нем. Judenlager), служили как местом экономической эксплуатации евреев, так и местом их концентрации перед уничтожением. На оккупированной территории Украины было создано 442 гетто. Около 38 % из них находились в румынской зоне оккупации.
Можно выделить два этапа Холокоста на Украине:
- 22 июня — начало августа 1941 года.

В этот период уничтожались в основном евреи-мужчины и представители интеллигенции. Произошли погромы в ряде городов Западной Украины в ходе которых погибло 25-30 тыс. евреев.
- Вторая половина августа 1941 — осень 1944 года.

В этот период — массовые убийства евреев, в том числе женщин, детей и стариков. Массовые казни в Бабьем Яру, депортация и уничтожение евреев на Западной Украине. Около 70 тыс. евреев было уничтожено на территории румынской зоны оккупации: Транснистрии.
К началу XXI века было известно более чем о 300 местах массовых казней евреев.

## Исполнители

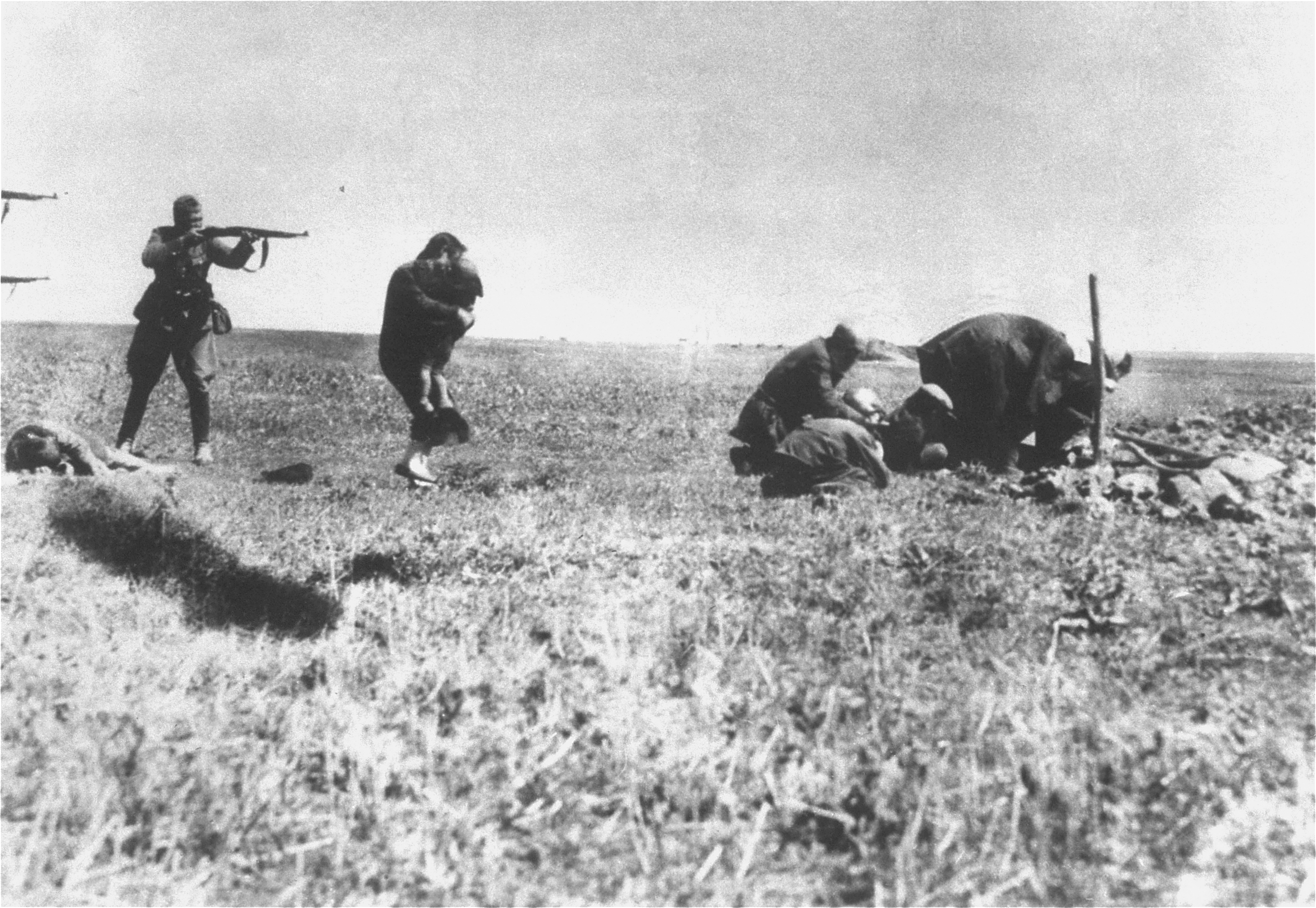
Казнь айнзатцгруппой еврейской семьи вблизи Ивангорода, Киевская область. 1942 год

Задача уничтожения «врагов рейха» — евреев, коммунистов, асоциальных элементов, цыган возлагалось на специальные подразделения СД: айнза́цгруппы полиции безопасности (нем. Einsatzgruppen der Sicherheitspolizei und des SD). На украинской территории действовали айнзацгруппы «С» и «D».
- Айнзатцгруппа «С»

Действовала в составе группы армий «Юг» на Северной и Центральной Украине. Продвигалась от Львова, через Житомир и Киев в направлении Харькова. На её счету более 118 тыс. жертв.
- Айнзатцгруппа «D»

Действовала в тылу 11-й армии на Южной Украине, в Крыму и на Волыни. На её счету около 90 тыс. жертв.
Около 300 тысяч убитых евреев на счету подразделений находившихся под командованием «высшего руководителя СС и полиции на Юге России» обергруппенфюрера СС Фридриха Еккельна. Это, прежде всего, полк полиции «Юг», в состав которого входили 45-й, 303-й и 314-й батальоны полиции. Кроме того, 304-й и 320-й полицейские батальоны и Первая пехотная бригада СС[что?].
С конца июня по осень 1941 года на территориях Западной Украины и Западной Белоруссии действовала «айнзатцгруппа особого назначения» (нем. Einsatzgruppe zur besonderen Verwendung), в составе трёх айнзатцкоманд, предназначенная для поддержки айнзатцгрупп «С» и «В». За время своего существования этим подразделением было уничтожено около 20 тыс. человек, преимущественно евреев.
В расстрелах пленных евреев-красноармейцев участвовали подразделения немецкой армии. Также активную роль в геноциде евреев сыграли украинские националисты, часть которых сотрудничала с оккупантами.

## Роль украинских националистов и рядовых украинцев в Холокосте на Украине

### Предпосылки антиеврейского насилия на Западной Украине
В результате раздела Польши и присоединения Западной Украины к СССР традиционное положение еврейского населения на Западной Украине пошатнулось и евреи столкнулись с репрессивной политикой по отношению к своей религиозной практике и традициям. С другой стороны, были сняты социальные ограничения по отношению к еврейскому населению, существовавшие на Западной Украине в предшествующие годы. В условиях нестабильной внешнеполитической обстановки и радикализации региона в конце 1930-х годов, большинству евреев импонировала леворадикальная риторика советской власти в противовес враждебной для евреев идеологии восточноевропейского этнонационализма и немецкого национал-социализма. Авторитарная советская система тех лет парадоксальным образом породила благоприятные условия для полноценной интеграции еврейского населения в социально-экономическую жизнь, поскольку советизация автоматически отменила запрет на допуск граждан иудейского вероисповедания на официальные должности. Таким образом, еврейское население (люди, по большей части, с образованием) оказалось подходящей социальной группой, на которую опирались советские власти при укомплектовании административных органов на Западной Украине. При этом польские интеллигенты и буржуазия, а также националистически настроенные украинцы, подвергались репрессиям и зачастую физически уничтожались. Некоторые современные исследователи и историки (в частности, Богдан Мусиял) считают этот фактор ключевым, таким образом, возлагая вину в цепочке последующего антисемитского геноцида на СССР.

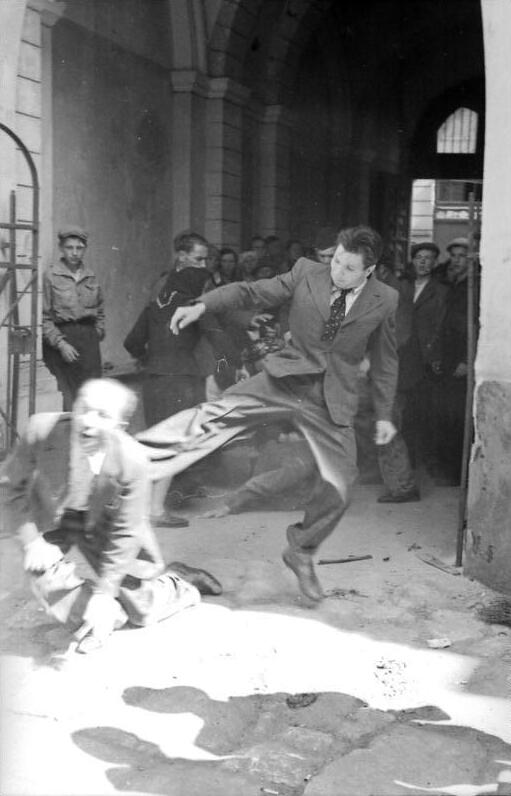
Житель Львова бьёт ногой еврея, июль 1941 года. Фото сделано пропагандистской ротой вермахта.

### Главные факторы антиеврейского насилия
В целом, катализатором насилия по отношению к еврейскому населению послужило сочетание двух факторов. Первый — массовые убийства политических заключённых в тюрьмах НКВД при отступлении Красной армии с Западной Украины после нападения Германии; второй — слепая вера местного населения в связь между евреями и НКВД. Согласно докладу командира айнзатцгруппы С, «украинское движение независимости было жестоко подавлено советами, 3 000 людей расстреляны, тюрьмы горят, лишь 20 % украинской интеллигенции пережили советскую оккупацию» (кем бы ни была украинская интеллигенция с точки зрения нацистов). Как указывает в своей научной статье Владимир Меламед[кто?], согласно показаниям гауптшафтфюрера СС Феликса Ландау, 800 человек были убиты в тюрьмах НКВД в тот период. По показаниям выживших (и нелояльных советской власти) западных украинцев, доложивших айнзатцгруппе С о положении вещей во время советской оккупации, евреи играли ключевую роль в арестах и уничтожении украинских националистов. После обнаружения тел в тюрьмах НКВД, не тратя время на доказательства вины отдельных лиц или социальных групп, украинские националисты сразу перешли к активным репрессивным действиям, возложив вину за зверства НКВД на еврейское население.
По воспоминаниям Анны Дихтер, уроженки Борислава Львовской области, пережившей Холокост, евреев заставляли мыть и готовить к погребению тела убитых НКВД националистов и украинских активистов. К тому же, евреям приписывалась вина в голоде 1932—1933 годов, который произошёл на Украине в результате насильственной коллективизации, проведённой советской властью. В реальности в те годы доля евреев, служивших в НКВД, не превышала нескольких процентов, а советская милиция, действовавшая на территории Западной Украины, была в основном укомплектована восточными украинцами и этническими русскими. Ко всему прочему, евреям вменяли в вину ключевую роль в «русификации» и «полонизации» Западной Украины в 1881—1921 годы, когда в регионе разгорелась борьба между украинскими националистами и большевиками[уточнить].
Все беды, которые перенёс украинский народ на Западной Украине в последние годы (борьба против большевиков и поляков в 1918—1921 годы, действия польских властей на Западной Украине, репрессии против лидеров украинских движений), приписывались евреям от мала до велика в рамках крупнейшей (по мнению украинских националистов) угрозы украинской независимости — «большевико-московитского империализма». Эта точка зрения активно подогревалась украинской прессой («Сурма», «Сечь»[что?], «Львовские вести», «Краковские вести»), националистическими организациями, вовлечёнными в антисемитские и антипольские погромы (ОУН-Б, «Полесская сечь» и др.). Так, например, львовская радиостанция 30 июня 1941 года передавала сообщение: «Вы приветствовали Сталина цветами, мы сложим ваши головы к ногам Гитлера в качества его приветствия».
К моменту начала Холокоста, антисемитизм XX века был подпитан уже сложившимися юдофобскими настроения в регионе, которые сформировались по мнению историка Франка Гольчевского, ещё до Первой мировой войны. Нацистская пропаганда эксплуатировала давние европейские суеверия по отношению к евреям, уходящие корнями в Средние века, рисуя иудеев как убийц Христа, носителей опасных болезней и распространителей эпидемий. Как отмечают историки Г. Файндер[кто?] и А. Прусин[кто?], в числе злокачественных факторов появления антисемитского насилия на Западной Украине можно также назвать ощущение неравенства положения между украинскими крестьянами и значительным еврейским меньшинством в отсталой экономике Галиции 30-х годов XX века.
В Галиции, как отмечает профессор Парижского университета Дельфин Бештель, погромы произошли практически в каждом городе и деревне. Они отличались крайней жестокостью — евреев убивали хозяйственными инструментами (топорами, серпами и т. п.). Иногда лишали жизни только мужчин, иногда также женщин, стариков и детей. Погромные волны прокатились по Западной Украине в конце июня и в течение июля 1941 года, иногда даже до вступления немецких войск, в половине случаев нацисты даже в них не участвовали. Погромы часто проходили после того, как обнаруживались трупы заключённых в местных тюрьмах НКВД, но не всегда: опорные пункты советских спецслужб были только в половине городов, а в далёких деревнях их не было вовсе. Евреев в таких случаях заставляли эксгумировать трупы, иногда их вынуждали лизать трупы и пить воду, которой обмывали мёртвые тела. Затем их забивали до смерти и закапывали в тех же ямах. Большинство погромов проходило при участии местной украинской интеллигенции (священников, юристов, фармацевтов, студентов). В погромах принимали участие прибывшие с вермахтом походные группы ОУН и сформированные отряды украинских националистов.

### Проблемы административного управления на Западной Украине в 1941 году
По альтернативной версии, антисемитское насилие на Западной Украине в 1941 году являлось следствием отсутствия централизованного государственного контроля в регионе, так как Западная Украина представляла собой в те времена окраину Третьего рейха, который испытывал колоссальные проблемы с административным управлением. С этно-конфессиональной точки зрения, регион был частью несуществующей тогда на политической карте Украины. При этом украинские националистические организации были не способны трансформироваться в движущую силу украинской государственности по причине банальной слабости в сравнении со всеми внешними силами, претендовавшими на Западную Украину в 20—40-е годы XX века. Кроме того, украинские националисты получили широкую поддержку населения на Западной Украине и Закарпатье, в то время как для остальных исторических регионов Украины они оставались маргинальной политической силой с низким кредитом доверия со стороны местного населения. Таким образом, два претендента на реализацию государственных проектов на территории Западной Украины (Третий рейх и независимая Украина) были не способны обеспечить её жителей фундаментальными условиями для нормального существования. При этом, и нацистская Германия, и украинские националисты (ОУН-Б и УПА) использовали антисемитизм как историческое обоснование для реализации своих политических проектов на территории региона.

### К вопросу о сотрудничестве немецких оккупантов с погромщиками и украинскими националистическими организациями
Поиск виновных в геноциде был долгое время осложнён отсутствием консолидированной точки зрения о степени сотрудничества немецких оккупантов с рядовыми украинцами, а также украинскими националистическими организациями. Данный вопрос долгое время вызывал бурные дискуссии в рамках обсуждения Холокоста на Западной Украине и представлялся историкам «минным полем для обсуждения». После выхода книги профессора Нью-Йоркского университета Яна Т. Гросса под названием «Соседи» (англ. «Neighbors») в 2002 году, а также публикации нескольких исследований на эту тему в крупных научных журналах , в последние годы[когда?], ситуация поменялась. Сегодня[когда?] накопилось множество задокументированных доказательств широкомасштабной координации между Третьим рейхом и украинскими националистами, украинской милицией и рядовыми погромщиками. В первую очередь, перед нападением Германии на СССР, обе действующие фракции ОУН координировались напрямую из своих штабов в Берлине и Кракове. Штабы приняли решение по созданию походных групп (укр. «похiднi групи»), которые должны были сопровождать немецкое вторжение на Украину, рекрутируя в свои ряды новых членов. Кроме того, решение II-го Большого сбора украинских националистов в мае 1941 года, утвердило антисемитскую политику националистических организаций, постановив что «Организация украинских националистов борется с евреями как с опорой московско-большевистского режима, одновременно разъясняя народным массам, что Москва — это главный враг». Согласие между украинскими националистами и оккупационным руководством региона не ограничивалось идеологией, так как 63 % командиров УПА к началу 1944 года были представлены бывшими командирами полицейских формирований, созданных нацистскими властями на начальном этапе оккупации Украины. Полицейские формирования и гражданская милиция играли роль пособников нацистов, участвуя в геноциде не только еврейского населения, но и пленных советских солдат, а также — убийствах гражданского населения Украины, как например, уничтожение 3000 человек в селе Кортелицы в сентябре 1942 года.

### Батальон «Нахтигаль» и убийства еврейского и польского населения во Львове
По мнению ряда историков (включая Виталия Масловского и Джона А. Армстронга), украинские националисты, в частности будущий руководитель УПА Роман Шухевич, причастны к убийствам и репрессиям еврейского и польского населения во Львове, которые начались сразу же после вступления в город батальона «Нахтигаль». В ряде работ указывается, что немецкой пропагандой были использованы расстрелы заключённых работниками НКВД во львовских тюрьмах для стимуляции антисемитских настроений. Погром начался после вступления немецких оккупационных войск во Львов, когда часть его жителей, откликнувшись на подстрекательства нацистской пропаганды, 2 июля 1941 года учинила погром еврейского населения, в ходе которого погибло около 4 тыс. человек. Согласно докладу айнзацгруппы, после отхода советских войск из Львова местные жители согнали 1000 евреев в тюрьму НКВД, затем большую их часть убила украинская милиция, которая была организована ОУН, однако состояла не только из её членов. Немецкий историк Дитер Поль считает, что только с помощью местного украинского населения нацисты могли идентифицировать евреев, и что члены батальона «Нахтигаль» принимали участие в расправе над евреями в тюрьме Бригидки. Тем не менее, окончательная причастность «Нахтигаля» к событиям во Львове в начале июля 1941 года, в настоящее время остаётся дискуссионным вопросом. По данным историка Джона-Пола Химки, основными виновниками еврейского погрома была всё же милиция ОУН, а из «Нахтигаля» могли участвовать, разве что, отдельные солдаты. Обвинения в адрес военнослужащих «Нахтигаля» были выдвинуты только в 1959 году в связи с процессом против Теодора Оберлендера, бывшего офицера этого батальона. Суд в ГДР осудил его заочно к пожизненному заключению. Но суд, прошедший в ФРГ, не нашёл доказательств преступлений Оберлендера и «Нахтигаля». Не говорилось о военных преступлениях «Нахтигаля» и на Нюрнбергском процессе. Также в уголовных делах на задержанных солдат «Нахтигаля», занимавших позже командные должности в УПА, следствие по которым проходило в 1944−1946 годах, нет упоминаний об участии батальона «Нахтигаль» в военных преступлениях. Это частично объясняется тем, что осенью 1941 года батальон «Нахтигаль» был расформирован, а тех, кто был готов продолжать службу в немецкой армии, отправили служить в 201-й полицейский батальон, который впоследствии вел боевые действия против советских партизан на территории Белоруссии.

### ОУН и «еврейский вопрос»
В целом, есть основания полагать, что высшее руководство Третьего рейха было очень довольно результатами немецко-украинского коллаборационизма в начале Второй мировой войны, в частности, рейхсляйтер Ганс Франк отмечал, что «Поляки должны понять, что у них нет выбора кроме как быть преданными нам, а украинцы уже доказали свою верность». Со стороны лидеров украинского националистического движения нацистская политика геноцида полностью разделялась (существуют заявления Ярослава Стецько о том, что он «полностью поддерживает уничтожение евреев и заимствование немецких методов для уничтожения еврейства на Украине»), несмотря на имевшие место после 1945 года неловкие попытки откреститься и переложить всю вину за геноцид евреев на нацистов. Эти попытки ссылаются на так называемую «смену» политики ОУН по отношению к евреям осенью 1942 года (после того как большая часть преступлений против евреев была уже совершена в 1941 году). По решению І Военной конференции ОУН, состоявшейся в октябре 1942 года, евреев не следовало уничтожать, но нужно было «выселить их из Украины, дав им возможность кое-что вывезти из своего имущества». С ними, по мнению лидеров ОУН, необходимо было считаться из-за их сильного влияния в Англии и Америке. Однако подобное отношение не распространялось на военнопленных «политруков и евреев», которых приказывалось «уничтожать». Полное согласие с политикой немецких властей по отношению к евреям демонстрировали и некоторые влиятельные публичные фигуры на западной Украине тех лет, как например, Доктор Михайло Лещинский, который оправдывал зверства против евреев на Западной Украине как наказание за нейтралитет евреев в польско-украинской борьбе во Львове.
Важное место в пропаганде образа не антисемитской ОУН играет история еврейской девочки Ирины Райхенберг, якобы спасённой женой Романа Шухевича при личном участии будущего главы УПА. По утверждениям Владимира Вятровича, именно Шухевич помог с изготовлением для девочки новых документов на имя украинки Ирины Рыжко (по которым она значилась дочерью погибшего офицера Красной армии), а после того, как Наталья Шухевич была арестована гестапо, Роману Шухевичу удалось переправить девочку в сиротский приют при женском греко-католическом монастыре василианок в Пилипове, близ местечка Кулыкив — в 30 км от Львова.

### Погромщики
Множество выживших (воспоминания Самуэля Гольфарда, Люсии Раубфогель и Джозефа Липмана) отмечали ключевую роль украинских погромщиков при молчаливом согласии немецких властей, которые предоставили украинским националистам право самим «отомстить» евреям за все «мучения украинского народа», что бы ни имелось в виду под этим понятием. Ужасающие масштабы зверств против еврейского населения в первые дни перед немецким вторжением объясняются развитой сетью горизонтальных (между местечковыми лидерами организации) и вертикальных (с немецким командованием) контактов ОУН на территории Западной Украины. Согласно историку Тимоти Снайдеру, местное украинское население активно участвовало в идентификации евреев (яркий случай коллаборационизма) и зачастую «сдавало» еврейское население в руки немецких жандармов. Кроме того, украинскую милицию широко использовали в целях обеспечения охраны территорий гетто. В целом, хронологическое совпадение массовых расстрелов евреев (со стороны немцев) и погромов (со стороны местного населения) говорит о целенаправленной политике тогдашней немецкой администрации при общей радикализации высших кругов управления Третьего рейха. При этом, сложно понять какие из погромов напрямую координировались немцами, а какие произошли в результате вышеупомянутых злокачественных социо-политических условий. Доказательство существования погромов, проводимых без поддержки немецкого военного контингента — взрыв антиеврейского насилия в некоторых западноукраинских населённых пунктах ещё до прихода немцев, например во Львове согласно воспоминаниям Эльяху Джонса.
В то же время, немецкие оккупационные власти отмечали «неконтролируемую» природу погромщиков. Ситуация доходила до абсурда потому, что нацистские чиновники жаловались, что криминальные действия погромщиков только отдаляют окончательное решение еврейского вопроса (согласно отчёту айнзатцгруппы С от июля 1941 года). Зверства по отношению к польскому населению отличались такой жестокостью, что даже местные украинские крестьяне, не участвовавшие в погромах, окрестили украинских националистов и погромщиков «большевистской ордой». Общая атмосфера ненависти по отношению к еврейскому населению и сложившиеся злокачественные условия для широкомасштабного геноцида не отменяют факта, что не только простые украинцы, но и участники украинских националистических организаций щадили или даже укрывали знакомых евреев. История сохранила несколько доказательств таких случаев с участием членов ОУН и бандеровцев, но чаще всего такие случаи происходили при участии и покровительстве клириков греко-католической церкви (самый яркий случай — деятельность священника по имени Емельян Ковч).

### Буковинский курень и расстрел евреев в Бабьем Яру
Другой дискуссионной темой в историографии является участие Буковинского куреня, вооружённого формирования, подчинённого ОУН(м) в расстреле евреев в Бабьем Яре в сентябре 1941 года. Существуют разные мнения относительно того, принимал ли участие курень Петра Войновского в расстреле евреев. Долгое время считалось, что бойцы Буковинского куреня принимали участие в расстреле евреев в Бабьем Яре. Но в последнее время появились работы, опровергающие это, указывая на то, что на момент начала расстрелов, курень в Киеве отсутствовал. Однако достоверно известно, что при выступлении куреня из Буковины для демонстрации своего доброго отношения к Германии руководством ОУН Буковины во главе с Войновским после отступления советских войск была организована серия еврейских погромов. Только в селе Милиево 5 июля 1941 года было уничтожено 120 человек. Подобные расправы над евреями были учинены ещё как минимум в 6 сёлах.

### УПА и евреи
Массовые репрессивные действия нацистских властей, развёрнутые против националистов в начале осени 1941 года, в буквальном смысле слова вынудили перейти ОУН на антинемецкие позиции. Однако на крайне негативное отношение националистов к евреям это не повлияло. Согласно немецким документам, новый лозунг националистов, датируемый осенью 1941 года, звучал так: «Да здравствует независимая Украина без евреев, поляков и немцев. Поляки за Сан, немцы в Берлин, евреи на крюк!». Весной 1943 года некоторые евреи одновременно с поляками попали под удар УПА-ОУН и СБ ОУН на Волыни. Иногда еврейским партизанским отрядам, которые были сформированы выходцами из гетто, приходилось отражать нападения украинских националистов. По мнению польского историка Гжегожа Мотыки, число евреев, убитых непосредственно УПА, не превышает 1-2 тысячи, при этом большая их часть погибла именно на Волыни в 1943 году. Осенью 1944 года, по всей видимости, происходит окончательное изменение политики ОУН по отношению к евреям. 5 сентября 1944 года командование ВО «Буг» издало приказ 11/1944, в соответствии с которым с евреями, как и с прочими народами, надо было обращаться как с национальными меньшинствами.
Освобождение советскими войсками Западной Украины положило конец нацистскому геноциду евреев. Евреи, которые до войны были одним из самых многочисленных этносов региона, после войны практически исчезли с этой территории. С приходом советских войск отпала необходимость для евреев прятаться в лесах. Те евреи, которые там были, включая врачей и других специалистов из УПА, вернулись в города. Контакты УПА с евреями прекратились, но на бытовом уровне внутри актива УПА антисемитизм сохранялся. Отказ от антисемитских лозунгов и программное признание прав всех национальностей, включая евреев, не означало, что лидеры украинских националистов перестали быть антисемитами. Так, по показаниям Порендовского-Заболотного осенью 1945 года в его присутствии глава политической референтуры ОУН Дмитрий Майивский заявил: «Хорошо произошло, что немцы уничтожили евреев, ибо этим ОУН избавилась одних своих врагов». Подобного рода заявления делал осенью 1946 года и член Провода ОУН Ярослав Старух.

## Антинацистское сопротивление

### Восстание в Луцком гетто
За 4 месяца до восстания в Варшавском гетто в трудовом лагере в Луцке восстали около 500 евреев, чьи близкие к тому времени были уже убиты в гетто. 12 декабря 1942 года евреи атаковали украинских полицейских на территории лагеря подручными средствами: дубинками сделанными из сломанной мебели, и бутылками с кислотой. Затем восставшие забаррикадировались в лагере. Отбив две атаки украинских и немецких подразделений, евреи попытались прорваться за территорию лагеря. Почти все участники восстания погибли.

### Восстание в Львовском гетто
С 18 по 20 ноября 1943 года в трудовом лагере около ул. Яновской во Львове, после того как немцы решили ликвидировать лагерь с 5000 евреев, вспыхнуло восстание. При восстании евреи смогли убить 40 немцев. Все евреи, кроме 160 человек, погибли.

### Сопротивление в Жмеринском гетто
Гетто находилось в стратегически важном месте на железнодорожной станции. Партизаны часто приходили к еврейским узникам гетто и узнавали от них информацию по всем передвижениям по железной дороге. Более того, еврейские дети зачастую пролезали в маленькие вагонные окна и узнавали, что в них находится. Евреи, знавшие немецкий язык, узнавали разную информацию, которую также передавали партизанам. В гетто делали поддельные документы, с помощью которых партизаны могли свободно выходить из леса. 22 марта 1944 года войска Красной армии вошли в Жмеринку и попытались захватить вокзал, который заранее был укреплён немцами. Это им не удалось. Группа евреев из гетто, используя припрятанные автоматы и подземный ход, обошли немцев с тыла и ценой больших потерь смогли захватить станцию. Многие евреи из гетто присоединились к Красной армии и ушли на фронт.

## Антисемитизм на оккупированной территории
Одним из главных инструментов антиеврейской пропаганды на оккупированной территории Украины являлась пресса. В газетных статьях немецкая армия представлялась как освободитель украинского народа от власти «жидо-большевиков». Формировалась атмосфера ненависти и презрения по отношению к евреям. Насаждались представления о том, что революция это дело рук евреев и что она осуществлялась только для их блага. Евреев обвиняли в преступлениях НКВД, организации голода в 1932—1933 годах, в борьбе против украинского языка, культуры и традиций, а также во всех экономических трудностях военного времени: отсутствии продуктов, росте цен.
Несмотря на это только в Киеве, более 600 киевлян разных национальностей укрывали у себя евреев во время оккупации.

## Праведники мира
Яд ва-Шем признал 2707 украинца праведниками мира. Из них май 2021 года были живы 20 человек.
При анализе личных данных украинских Праведников мира (2363 человека на 1 января 2011 года) с целью определения того региона Украины, где Праведники совершали свой подвиг, было получено следующее их распределение по регионам:
- 1070 — Западная Украина;
- 544 — Северная и Центральная Украина;
- 241 — Южная Украина;
- 206 — Восточная Украина;
- 205 — территории современной Польши, Молдавии, Российской Федерации и Германии;
- 36 — Закарпатье и Буковина[73].

Среди спасителей евреев на Украине были и немцы. Из них 7 человек получили звание Праведника народов мира.
Первой украинкой, получившей это звание, была Мария Бабич. Ей это звание было присвоено 1 мая 1962 года.
Также кроме звания «Праведника народов мира» в Украине есть собственные почетные звания, которые получили спасители евреев, — «Праведник Бабьего Яра» и «Праведник Украины». Их ввели в 1989 году по инициативе Всеукраинского еврейского совета и фонда «Память жертв фашизма в Украине». 2021 года 14 мая отмечается День памяти украинцев, которые спасали евреев во время Второй мировой войны.

## Статистика жертв
По разным данным, на территории Украины было убито от 1,5 до 1,9 млн евреев, что соответствует около 70 % её довоенного еврейского населения. Характерной особенностью Холокоста на Украине было то, что большинство (больше 70 %) евреев погибло в результате расстрелов. Около 22 % были вывезены в концлагеря на территории Польши, где и были уничтожены. Ещё 5 % умерло в гетто и лагерях от голода и болезней.
Только в Бабьем Яре в Киеве, согласно отчёту зондеркоманды-4а, был расстрелян 33 771 еврей. Как оценили украинские исследователи, всего в Бабьем Яре погибло около 150 000 евреев, включая жителей других украинских городов и беженцев. Общее количество убитых украинских евреев (с учётом убитых в плену и эвакуации на территории оккупированной России) Александром Кругловым и Дитером Полем оценивается в 1,5—1,6 млн человек, то есть каждая четвёртая жертва Холокоста проживала на территории современной Украины. По другим данным, погибли 850 000—900 000 евреев, которые жили на территории современной Украины.
Также на Украине уничтожались евреи, вывезенные из других стран. Так, в сентябре 1941 года в районе Каменец-Подольска было расстреляно 14 тыс. евреев, депортированных из Венгрии.
Имеются сведения о 442 гетто, находившихся на оккупированной территории Украины в границах на 22 июня 1941 г. Из них примерно 60 % было на территории республики в границах на 16 сентября 1939 г., а 40 % в румынской зоне оккупации (включающих Черновицкую, Винницкую, Николаевскую и Одесскую области).
Места с наибольшим количеством убийств евреев на Украине:
- Киев: Бабий Яр — около 100 тысяч человек; Сырецкий концентрационный лагерь— от 25 тысяч.
- Одесса (Холокост в Одессе):
- Николаевская область Богдановка (Доманёвский район) — Количество жертв, казнённых в Доманёвском районе, превышает 115 тыс. человек, из них около 55 тысяч — непосредственно в Богдановке[82][83][84].
- Львов (Холокост во Львове): Лисиничский лес — … жертв; Цитадель — … жертв; Яновский — … жертв.
- Харьков: (Дробицкий Яр) — … жертв.
- Житомир: (Богунский лес ...) — … жертв[85].

| Область          | Жертвы  | Область           | Жертвы  |
| ---------------- | ------- | ----------------- | ------- |
| Винницкая        | 160 000 | Волынская         | 109 000 |
| Днепропетровская | 35 000  | Донецкая          | 16 000  |
| Житомирская      | 55 000  | Закарпатская      | 100 000 |
| Запорожская      | 10 000  | Ивано-Франковская | 132 000 |
| Киевская         | 77 000  | Кировоградская    | 12 000  |
| Крым             | 27 000  | Луганская         | 2 000   |
| Львовская        | 302 000 | Николаевская      | 23 000  |
| Одесская         | 117 000 | Полтавская        | 11 000  |
| Ровенская        | 95 000  | Сумская           | 3 000   |
| Тернопольская    | 132 000 | Харьковская       | 12 500  |
| Херсонская       | 18 000  | Хмельницкая       | 115 000 |
| Черниговская     | 4 000   | Черновицкая       | 11 000  |

## Изучение Холокоста и увековечивание памяти
В СССР специализированные научные исследования Холокоста не производились. Упоминание о гибели еврейского населения допускались только в контексте рассмотрения общей истории оккупационной политики нацистской Германии. Иными словами для советской историографии при рассмотрении вопроса о жертвах нацистов было характерно утверждение о гибели «мирных советских граждан без учёта пола, возраста и национальности» не выделяя при этом евреев как национальную группу.
На Украине исследования Холокоста начались в 1991 году. Сначала это были региональные исследования данной проблемы по материалам областных архивов. С 1994 года стали публиковаться документы и материалы из архивов. Позднее стали появляться обобщающие работы. В 1996 году Анатолием Подольським была защищена первая кандидатская диссертация по истории Холокоста на Украине: «Нацистський геноцид євреїв України (1941—1944)». В XXI веке на Украине работает несколько научных центров изучения Холокоста, проводятся научные конференции, издаются журналы, публикуются монографии по данной тематике.
В память о жертвах Холокоста на Украине создано множество мемориалов, действует ряд музеев и исследовательских центров.

Мемориальная доска рядом с 5-м подъездом по ул. Чичибабина, 3. г. Харьков

В декабре 1996 года начал свою работу Харьковский музей Холокоста, ставший первым специализированным музеем Холокоста на Украине. Также, существует Харьковский областной комитет «Дробицкий Яр». В Одессе также существует музей Холокоста, который был открыт 22 июня 2009 года.
С 2002 года начал свою работу Украинский центр изучения истории Холокоста. Эта неправительственная общественная организация была создана при участии Института политических и этнонациональных исследований им. И. Ф. Кураса НАН Украины. Занимается научной деятельностью по изучению Холокоста на территории Украины, проводит конференции и семинары. Большое внимание уделяет педагогической деятельности. Издаёт периодические издания «Холокост и современность» (укр. «Голокост і сучасність») и «Уроки Холокоста» (укр. «Уроки Голокосту»).
В Днепропетровске работает Украинский институт изучения Холокоста «Ткума» («Возрождение»), сотрудничающий с Министерством образования и науки, молодёжи и спорта Украины, научными и образовательными учреждениями. Помимо научной и образовательной работы проводит в жизнь культурно-просветительские проекты «Украинско-еврейский диалог», «Иудео-христианский диалог» и др. Занимается издательской деятельностью. Институт «Ткума» активно участвовал в работе по созданию музея «Память еврейского народа и Холокост в Украине», открывшегося для посетителей в октябре 2012 года.
Ещё в 2001 году журналист «Jerusalem Post» Хаим Шапиро, посетив Тернополь, отметил полное отсутствие в местном краеведческом музее каких бы то ни было упоминаний о евреях.
В рамках проекта «Защитим память», осуществляемого Американским еврейским комитетом в Берлине с 2010 года, на территории Украины до 2015 года было обустроено 5 мемориалов на местах массовых захоронений времен Холокоста. С 2016 по 2019 год под патронатом фонда «Мемориал убитым евреям Европы» (Берлин), совместно с Украинским центром изучения истории Холокоста, проводился следующий этап данного проекта. Продолжались работы по определению, защите, обустройству мест массовых захоронений, а также исторические исследования. В итоге было обустроено еще 15 мест памяти, из которых 3 посвящены убитым ромам.
|  |  |  |

## Отрицание Холокоста
Основным источником идей отрицания Холокоста на Украине стала диаспора, в основном из Канады. По мнению Павла Поляна, роль украинских националистов в уничтожении евреев побуждает к такого рода защите их сегодняшних единомышленников. Публикации с отрицанием Холокоста часто встречались в украинских СМИ. Особенностью украинского ревизионизма являлось его проникновение в академическую среду. Одним из наиболее активных проводников этих идей являлась Межрегиональная академия управления персоналом (МАУП) во главе с президентом Г. В. Щёкиным. В декабре 2005 года президент Украины Виктор Ющенко публично осудил антисемитскую деятельность академии и отказался от почётного докторства в ней.

## Фильмы
- «Бабий Яр: Уроки истории». Киев, 1981. Александр Шлаен.
- «Дамский портной». 1990. Режиссёр Леонид Горовец.
- «Бабий Яр: Правда о трагедии». Киев, 1991. Александр Шлаен[106][107].
- «Бабий Яр». 2002, драма. Режиссёр Николай Засеев-Руденко.
- «Бабий Яр». Германия, Беларусь, 2003. Режиссёр Джефф Канев.
- «И всё осветилось». США, 2005.
- «Назови своё имя по буквам». Режиссёр Сергей Буковский. Операторы: Роман Еленский, Владимир Кукоренчук. Продюсеры: Стивен Спилберг, Виктор Пинчук, Джейсон Харпер. Украина — США. 2006[108].
- «Бердичев». Германия, Украина, 2009. Режиссёр Томас Вернике, Михаэль Шмершнайдер, Елизавета Беляевская[109].
- «Бабий Яр. Контекст». Нидерланды, Украина, 2021. Режиссёр Сергей Лозница.

### Научная
- Катастрофа и сопротивление украинского еврейства (1941-1944): очерки по истории Холокоста и сопротивления в Украине = Катастрофа i опiр украiнского еврейства (1941-1944) / ред.-сост. С. Я. Елисаветский. — Киев: Ин-т полит. и этнонац. исслед. НАН Украины, 1999. — 424 с.
- Альтман И. А. Холокост и еврейское сопротивление на оккупированной территории СССР / Под ред. проф. А. Г. Асмолова. — М.: Фонд «Холокост», 2002. — 320 с. — ISBN 5-83636-007-7.
- Ицхак Арад. Катастрофа евреев на оккупированных территориях Советского Союза (1941-1945) = History of the Holocaust: Soviet Union and Annexed Territories. — Д.: Центр «Ткума», М.: Центр «Холокост». — Дн.: ЧП «Лира ЛТД», 2007. — 816 с. — ISBN 978-966-383-102-2.
- Вайц И. Катастрофа евреев на территории Советского Союза. — Тель-Авив: Открытый университет Израиля, 2000. — Т. 7. — 176 с.
- Круглов А. И. Хроника Холокоста в Украине 1941 – 1944 гг. — Запорожье: Премьер, 2004. — 208 с. — ISBN 966-685-135-0. Архивировано 4 марта 2016 года.
- Круглов А., Уманский А., Щупак И. Холокост в Украине: Рейхскомиссариат «Украина», Губернаторство «Транснистрия»: монография.. — 2-е изд., дополн.. — Днипро: ЧП «Лира ЛТД», 2021. — 792 с.
- Круглов А., Уманский А., Щупак И. Холокост в Украине: немецкая военная зона, румынская военная зона, дистрикт «Галичина», Закарпатье: монография.. — Днипро: ЧП «Лира ЛТД», 2017. — 456 с.
- Круглов А., Уманский А. Бабий Яр: жертвы, спасители, палачи. — Украинский институт изучения Холокоста «Ткума». — Днипро: ЧП «Лира ЛТД», 2019. — 280 с. — ISBN 978-966-981-036-6.
- Круглов А. Трагедия Бабьего Яра в немецких документах. — Центр «Ткума». — Днепропетровск: ЧП «Лира ЛТД», 2011. — 140 с. — ISBN 978-966-383-280-7.
- Левитас Ф. Холокост на Украине (по материалам украинских архивов) // Проблемы Холокоста. — 2002. — Вып. 1. — С. 71—90. — ISBN 966-685-044-3.
- Холокост на территории СССР. Энциклопедия / Гл. ред. И. А. Альтман. — 2-е изд., испр. и доп. — М.: РОССПЭН, 2011. — 1143 с. — ISBN 978-5-8243-1463-2.
- Полян П. М. Между Аушвицем и Бабьим Яром. Размышления и исследования о Катастрофе. — М.: РОССПЭН, 2010. — 583 с. — ISBN 978-5-8243-1504-2.
- Круглов О. И. Єврейські втрати в Україні, 1941—1944 рр. (укр.) // Шоа в Україні. Історія, свідчення, увічнення  / За редакцією Рея Брендона та Венді Лауер. — Киев: Дух і Літера, 2011.
- Національне питання в Україні ХХ — початку ХХІ ст.: історичні нариси (укр.) / Відп. ред. В. А. Смолій. — Киев: Ніка-Центр, НАН України. Інститут історії України, 2012. — 595 с. — ISBN 978-966-521-617-9.
- Подольський Анатолiй. Уроки минулого. Iсторiя Голокосту в Украiнi (укр.). — Киiв: Зовнiшторгвидав Украiни, 2009.
- Поль Д[нем.]. Знищення українських євреїв за німецької військової адміністрації і в рейхскомісаріаті «Україна» (укр.) // Шоа в Україні. Історія, свідчення, увічнення  / За редакцією Рея Брендона та Венді Лауер. — Киев: Дух і Літера, 2011.
- John-Paul Himka. Ukrainian Collaboration in the Extermination of the Jews during World War II (англ.) // Studies in Contemporary Jewry: Volume XIII: The Fate of the European Jews, 1939-1945: Continuity or Contingency?  / Jonathan Frankel. — New York: Oxford University Press, 1998. — Vol. XIII. — P. 170—189. — ISBN 978-0195119312.
- The United States Holocaust Memorial Museum. Encyclopedia of Camps and Ghettos, 1933–1945[англ.] (англ.) / Editor Geoffrey P. Megargee[англ.]. Ghettos in German-Occupied Eastern Europe. — USA: Indiana University Press, United States Holocaust Memorial Museum, 2012. — Vol. 2, Part A. — ISBN 978-0-253-00202-0.
- The United States Holocaust Memorial Museum. Encyclopedia of Camps and Ghettos, 1933–1945[англ.] (англ.) / Editor Geoffrey P. Megargee[англ.]. Ghettos in German-Occupied Eastern Europe. — USA: Indiana University Press, United States Holocaust Memorial Museum, 2012. — Vol. 2, Part B. — ISBN 978-0-253-00202-0.

### Публицистика и мемуары
- Александр Дюков. Второстепенный враг. ОУН, УПА и решение «еврейского вопроса». Монография / Послесл. Ю. Шевцова. — М.: Regnum, 2008. — 152 с. — 2000 экз. — ISBN 978-5-91150-028-3.
- Анатолий Кузнецов. Бабий Яр. — 4-е изд. — Киев: Саммит-Книга, 2008. — 368 с. — 25 тыс. экз. — ISBN 978-966-7889-24-1. Архивировано 15 апреля 2009 года.
- Анатолий Кузнецов. Бабий Яр. — журнал "Юность", 1966.
- Александр Шлаен. Бабий Яр. — Киев: Абрис, 1995. — 416 с.
- Захар Трубаков. Тайна Бабьего Яра. — Киев: Тель-Авив, 1997. — 184 с.
- Левитас Ф. Л. Евреи Украины в годы Второй мировой войны.- Киев, 1997 (на укр. яз.)
- Л. Е. Дроб'язко. Бабин Яр. Що? Де? Коли? — 1-е изд. — Киев: Кий, 2009. — 56 с. — ISBN 978-966-8825-62-0.
- Ю. Радченко. Нацистская оккупация и Холокост в Харькове. Воспоминания Киры Солонинкиной. — 2010.
- Desbois, Patrick. The Holocaust by bullets : a priest’s journey to uncover the truth behind the murder of 1.5 million Jews. — Palgrave Macmillan, 2008 — р. 233 — ISBN 0-230-60617-2